# João de Deus Ramos
João de Deus Ramos, noto come João de Deus (São Bartolomeu de Messines, 8 marzo 1830 – Lisbona, 11 gennaio 1896), è stato un poeta portoghese.

## Biografia
È considerato il più grande poeta portoghese della sua generazione, e le sue poesie realizzarono il primo grande rinnovamento della poesia portoghese verso un indirizzo moderno.
Nacque in provincia di Algarve, figlio di Pedro José Ramos e di Isabel Gertrudes Martins, in una famiglia piccolo borghese.
Studiò alla Università di Coimbra, dove ottenne la laurea in legge, ed esercitò la professione di avvocato  e di giornalista.

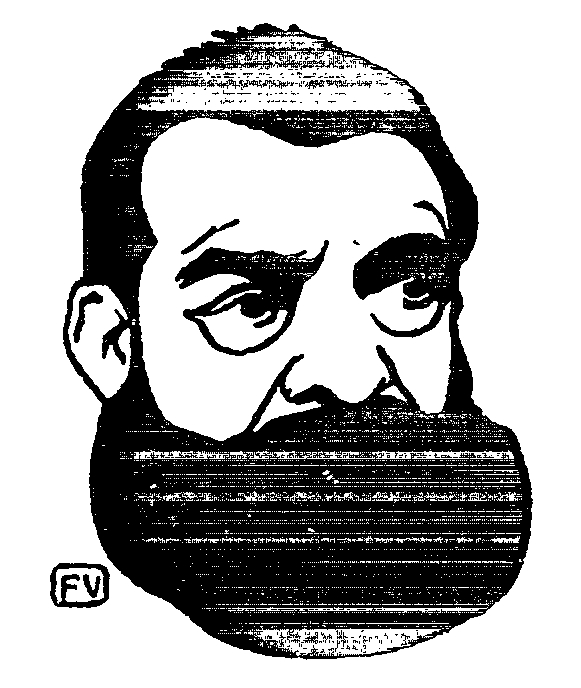
Ritratto di Félix Vallotton

Condusse una esistenza da bohémien e dedicò quasi tutta la sua vita a scrivere poesie, alcune delle quali vennero recuperate dai suoi amici e pubblicate postume.
Il suo esordio letterario avvenne nel 1860 con la raccolta intitolata A Lata. Due anni dopo lasciò Coimbra per trasferirsi a Beja, dove svolse l'attività di editore del giornale O Bejense, e nel 1866 pubblicò il giornale Folha do Sul.
Proprio nel periodo di pubblicazione di versi satirici intitolati Eleições, venne eletto deputato al Parlamento e nel 1869 riscosse il suo primo successo di critica e di pubblico con la raccolta Flores do campo ("Fiori di campo").
Rinunciò ben presto al suo mandato politico per dedicarsi agli studi pedagogici, che erano sempre stati la sua passione, e contemporaneamente proseguì la sua prolifica attività letteraria con l'uscita di Pires de Marmelada (1869), ricca di improvvisazioni.

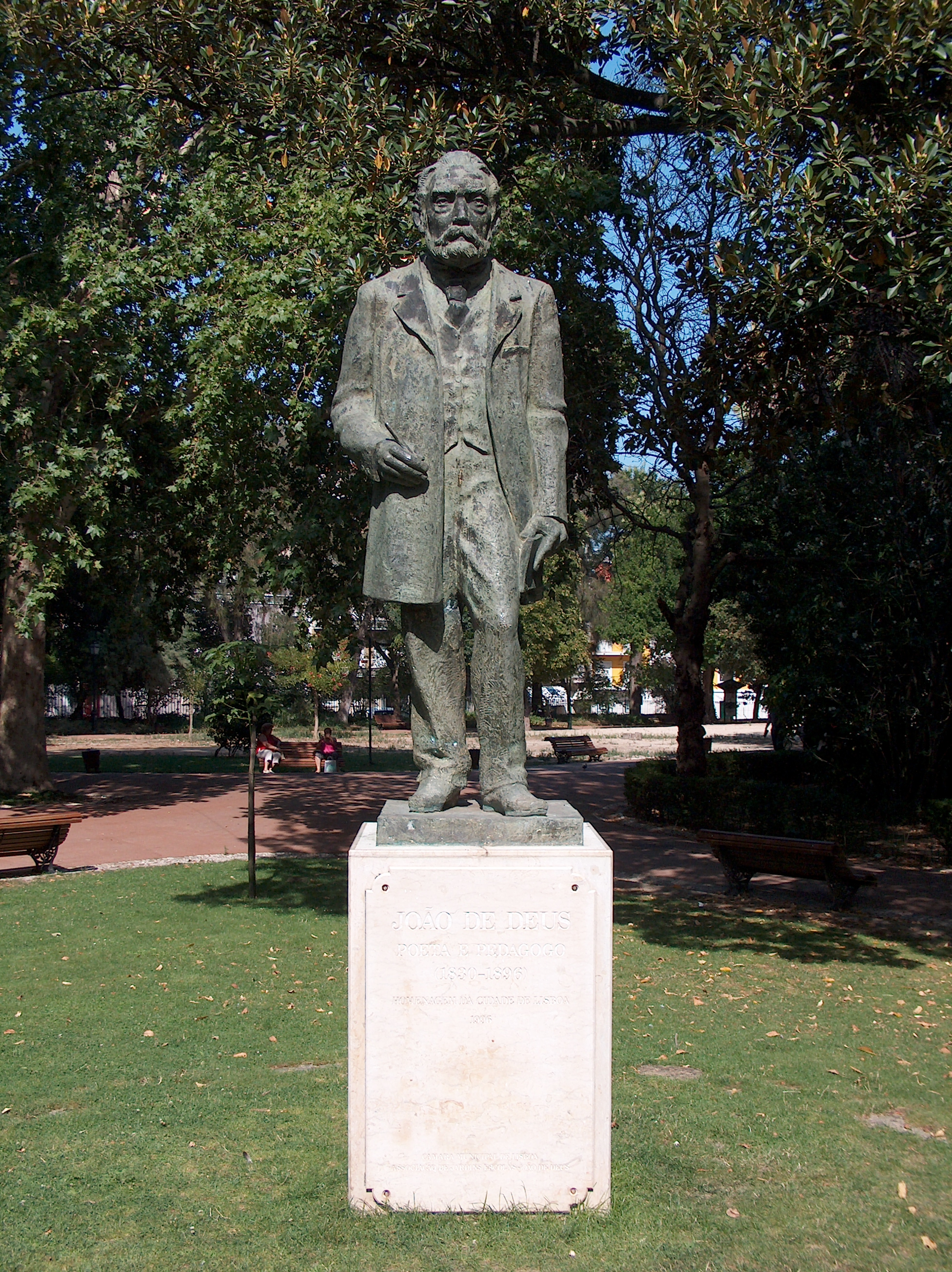
Statua di João de Deus ai Jardim da Estrela, Lisbona

Seguirono opere teatrali intitolate Amemos o nosso próximo, Ser apresentado, Ensaio de Casamento, e A viúva inconsolável, opere originali ideate dall'autore, intervallate invece da Horácio e Lydia (1872), una libera traduzione di Pierre de Ronsard.
In quel periodo l'autore produsse la famosa Cartilha maternal ("Sillabario materno") del 1876, dove Deus Ramos presentò un innovativo metodo di lettura, che ottenne grandi consensi e la cui fortuna dura ancora oggi in Portogallo.
Nel frattempo Deus Ramos aveva già sposata Guilhermina das Mercês Battaglia, nata a Lisbona il 12 luglio 1849, sorella di Antonio Battaglia, di origini italiane.
Proseguendo la sua carriera letteraria Deus Ramos tese verso un interesse spirituale, ben evidenziato in Anna, Mãe de Maria, A Virgem Maria e A Mulher do Levita de Ephraim, ma fu soprattutto con Campo de flores ("Campo di fiori") del 1893 che la sintesi di elementi romantici e di motivi realistici raggiunse un suo equilibrio o se vogliamo un risultato ancor più convincente. Le tematiche prevalenti sono quelle dell'amore, approfondite secondo le due anime poetiche dell'autore, da un lato il fascino dell'adorazione platonica e spiritualeggiante, dall'altro quello dell'approccio erotico.
La sua poesia fu sostanzialmente semplice, chiara, accattivante e di facile presa e nell'insieme del suo repertorio si possono annoverare satire ed epigrammi suggeriti dalle tematiche più varie.
L'autore si distinse anche per una prolifica attività saggistica, che fu inerente ai suoi attenti studi delle opere di Johann Heinrich Pestalozzi e di Fröbel riguardanti tematiche psicologiche ed educative e questi intensissimi impegni distolsero Deus Ramos dalla letteratura più "leggera".